# Bart Looije
Bart Looije (* 19. Dezember 1968 in Rotterdam) ist ein ehemaliger niederländischer Hockeyspieler, der 1998 Weltmeister und 1991 Europameisterschaftszweiter wurde.

## Sportliche Karriere
Der 1,82 Meter große Torwart Bart Looije bestritt von 1991 bis 1998 45 Länderspiele für die niederländische Nationalmannschaft.
Looije debütierte im Juni 1991 bei der Europameisterschaft in Paris in der Nationalmannschaft.  Er spielte in drei Vorrundenspielen und ließ nur einen Gegentreffer zu. Im Halbfinale gegen England und bei der Finalniederlage gegen die Deutschen hütete Frank Leistra das Tor. 1992 trafen sich die Mannschaften Pakistans und der Niederlande bei den Olympischen Spielen in Barcelona sowohl in der Vorrunde als auch im Spiel um den dritten Platz und beide Male siegten die Pakistaner. Bart Looije wirkte nur beim Vorrundenspiel gegen Malaysia mit, als er eine Minute vor Schluss für Frank Leistra eingewechselt wurde. Nach Leistras Abschied aus der Nationalmannschaft wirkte Looije 1993 in 16 Länderspielen mit, aber ab 1994 stand Ronald Jansen im Tor. Looije kehrte 1997 nach dreieinhalb Jahren in die Nationalmannschaft zurück. Bei der Weltmeisterschaft 1998 in Utrecht wirkte Looije in drei Vorrundenspielen mit. Stammtorwart war aber eindeutig Ronald Jansen, der auch beim 3:2 nach Verlängerung im Finale gegen die Spanier durchspielte.
Auf Vereinsebene spielte Looije unter anderem für den Amsterdamsche Hockey & Bandy Club und für den HC Rotterdam.